# Bobby Davison
Bobby Davison (South Shields, 17 luglio 1959) è un allenatore di calcio ed ex calciatore inglese, di ruolo centrocampista, tecnico del Eccleshill Utd.

## Carriera

### Giocatore
Inizia la sua carriera all'Huddersfield Town, quindi passa all'Halifax Town, dove segna 29 gol in 63 partite.
Viene così ingaggiato dal Derby County, dove resta cinque anni, prima di essere venduto per £350,000 al Leeds Utd.
Gioca poi anche nello Sheffield Utd, Leicester City, Template:Calcio Roterham e Hull City prima di ritirarsi.

### Allenatore
Inizia la sua carriera di allenatore al Guiseley nel 1998. Seguono esperienze al Bradford City ed allo Sheffield Utd prima dell'incarico al Ferencváros, nella massima serie ungherese.

## Palmarès

### Giocatore

#### Competizioni nazionali
- Second Division: 2

Derby County: 1986-1987
Leeds: 1989-1990